# Ґрохи-Серваткі
Ґрохи-Серваткі (пол. Grochy-Serwatki) — село в Польщі, у гміні Ґзи Пултуського повіту Мазовецького воєводства.
Населення — 79 осіб (2011).
У 1975-1998 роках село належало до Цехановського воєводства.

## Демографія
Демографічна структура станом на 31 березня 2011 року:
|          | Загалом | Допрацездатний вік | Працездатний вік | Постпрацездатний вік |
| -------- | ------- | ------------------ | ---------------- | -------------------- |
| Чоловіки | 42      | 7                  | 32               | 3                    |
| Жінки    | 37      | 3                  | 26               | 8                    |
| Разом    | 79      | 10                 | 58               | 11                   |